# Gola della Hermida
La gola della Hermida(in spagnolo Desfiladero de La Hermida) è un complesso di canyon della Spagna.

## Caratteristiche

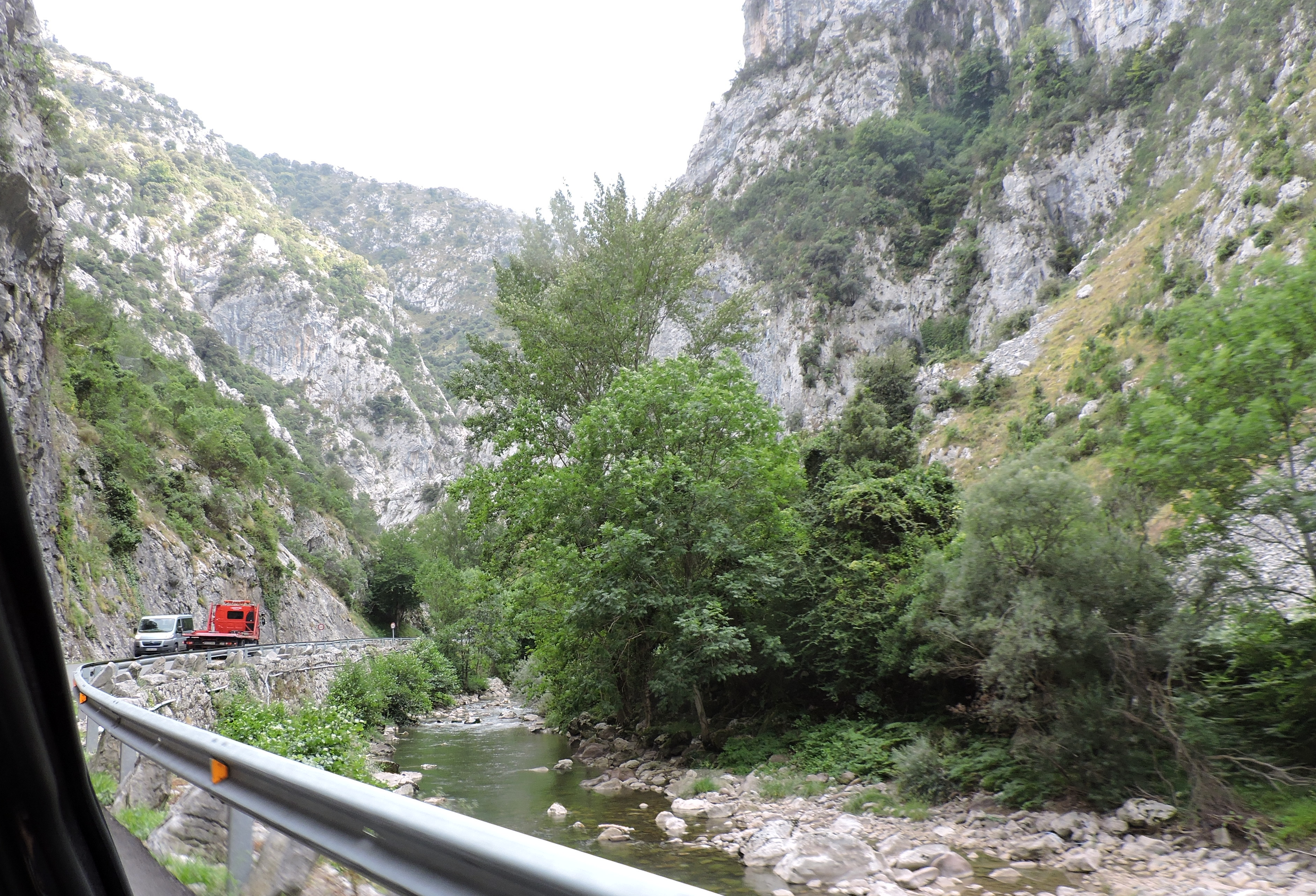
La statale N-621 e il fondo della gola

Le gole interessano quattro comuni della Cantabria (Lamasón, Cillorigo de Liébana, Peñarrubia e Tresviso) e quello asturiano di Peñamellera Baja. Alcuni rami minori del complesso di canyon attraversano il macizo de Ándara (uno dei tre massicci che costituiscono la catena dei Picos de Europa) e confluiscono in una vallata principale formata dal letto del fiume Deva, che scorre tra alte pareti quasi verticali di roccia calcarea, in alcuni punti alte più di 600 metri. Con i suoi 21 kilometri di lunghezza è il canyon più lungo della Spagna.
Il canyon rappresenta l'unica via di comunicazione stradale tra la costa del Mar Cantabrico a la comarca de Liébana, ed è percorso dalla stretta strada nazionale N-621. Prende il nome da La Hermida (Peñarrubia), un piccolo centro abitato della Cantabria che attraversa.

## Storia

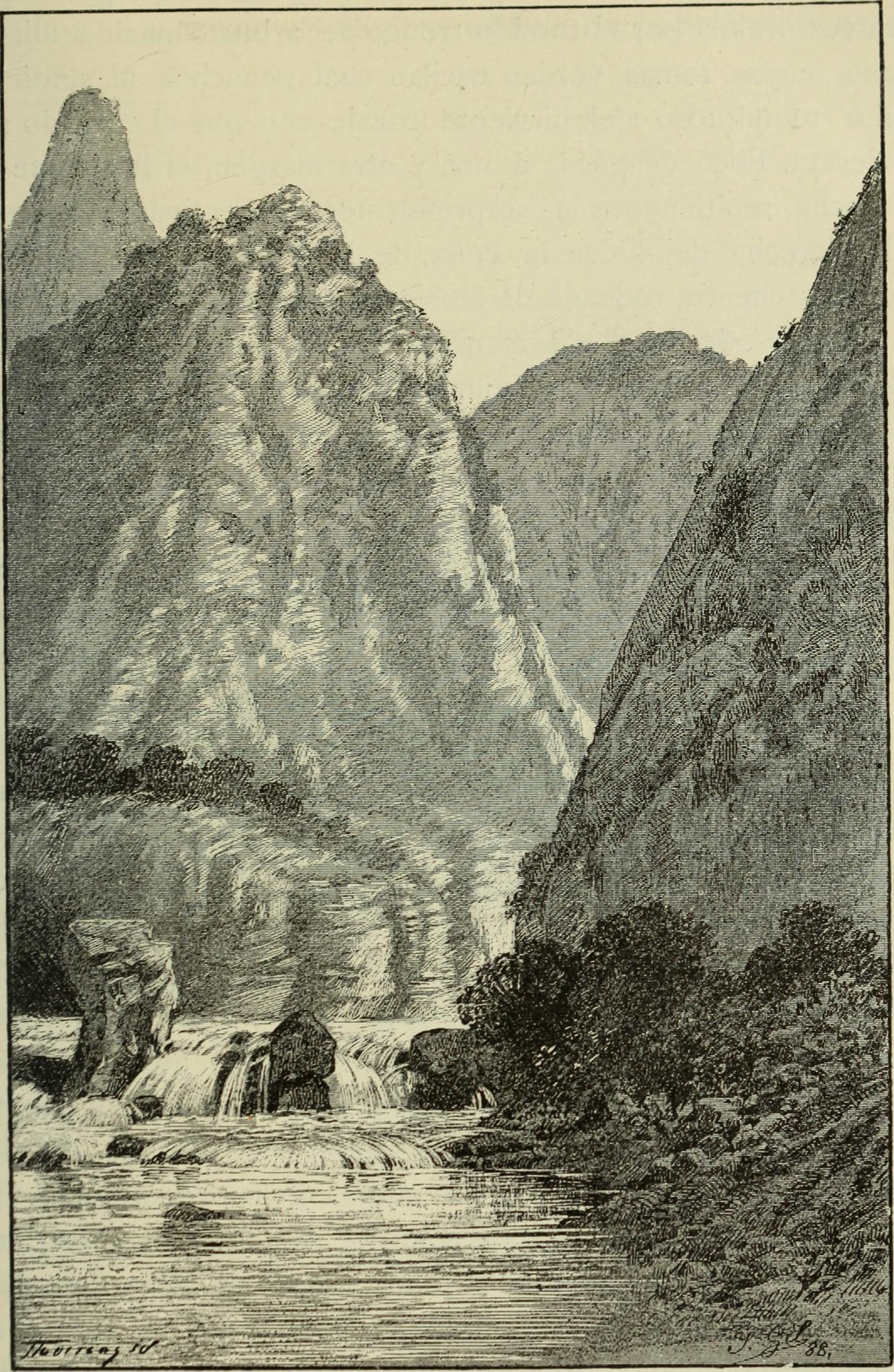
Il canyon in una illustrazione del 1884

Nella gola sono stati rinvenuti resti di costruzioni megalitiche, collocati in posizioni che dominano il corso del Deva,, e pitture preistoriche che risalgono a più di 20.000 anni fa.
Durante il XIX secolo il desfiladero fu percorso da viaggiatori, esploratori, montanari, cacciatori e rocciatori britannici che lo utilizzavano per raggiungere i Picos de Europa. Le gole sono quindi state descritte e compaiono in incisioni e disegni che illustrano numerosi libri dell'epoca, come per esempio Highlands of Cantabria (Ross, M.; y Stonehewer-Cooper, B.; 1885). La prima arteria stradale transitabile che percorreva le gole venne costruita nel 1863. La nuova strada diede impulso allo sfruttamento minerario della zona permettendo un transito più agevole dei minerali estratti.

## Il canyon nella cultura
Oltre alle esaurienti descrizioni che gli dedicarono vari autori britannici nella seconda metà dell'ttocento, il desfiladero compare in diverse opere pittoriche. In particolare venne raffigurato, ad esempio, da Carlos de Haes nel quadro El Desfiladero de la Hermida en Calizas; Haes fu un artista particolarmente interessato agli aspetti orografici del territorio, essendo Haes uno degli esponenti di punta della corriente geológica della pittura paesaggistica.

## Tutela naturalistica
Un'area di 6.350 ha sono tutelati da un punto di vista naturalistico in quanto facenti parte di una zona di protezione speciale (in spagnolo: Zona de especial protección para las aves o ZEPA.